# Aufladesteuerung
Eine Aufladesteuerung ist eine elektronische Steuerung, die mit Hilfe eines Temperatursensors (Außenfühler) den geschätzten Energiebedarf einer elektrischen Speicherheizung in den folgenden Stunden ermittelt und den Ladereglern in den einzelnen Wärmespeichern einen entsprechenden Sollwert vorgibt.
Die Aufladesteuerung ist in jedem Gebäude meist nur einmal vorhanden (z. B. im Zählerschrank) und wird daher auch als Zentralsteuergerät bezeichnet. Begrifflich sind hiervon die Aufladeregler zu unterscheiden, die üblicherweise im elektrischen Anschlussraum eines jeden Speicherheizgerätes untergebracht bzw. bei elektrischen Fußbodenheizmatten beispielsweise in unmittelbarer Nähe des Heizelementes angeordnet sind.

## Einsatzgebiet
Eine Aufladesteuerung ist ein Element einer Nachtspeicherheizungsanlage.
Eine solche Anlage besteht üblicherweise aus einer Aufladesteuerung und mehreren Wärmespeichern. Für den Fall, dass nur ein einzelnes Speicherheizgerät benötigt wird, sind auch Aufladesteuerungen erhältlich, welche im Gerät selber integriert sind.

Um den unterschiedlichen Wärmebedarf in verschiedenen Teilen des Gebäudes zu berücksichtigen, können zwischen die zentrale Steuerung und die Heizöfen sogenannte Gruppensteuergeräte geschaltet werden, die das Steuersignal an die örtliche Gegebenheit und die Bedürfnisse der Nutzer anpassen. Sie werden meist in der Verteilung der Nutzungseinheit installiert. Durch den Einsatz von Gruppensteuergeräten erhöht sich die Anzahl der Wärmegeräte, die von einer Aufladesteuerung mit ED-Steuersignal angesteuert werden können.
Eine Aufladesteuerung hat den Zweck, die Wärmespeicher nicht immer bis zu ihrer maximalen Kapazität, sondern nur mit der für die nächste Abgabephase voraussichtlich benötigten Energiemenge aufladen zu lassen und die Ladephasen so zu steuern, dass sie in den Zeiträumen mit dem niedrigsten Strompreis liegen. Auch soll die Aufladung so gesteuert werden, dass die Wärmeabgabe möglichst gleichmäßig stattfindet bzw. die Raumtemperatur im Tagesverlauf der jeweiligen Nutzung angepasst werden kann.

## Wirtschaftlichkeit
Mit dem Einsatz einer korrekt eingestellten Aufladesteuerung steigt die Wirtschaftlichkeit der Heizung, da nur soviel geheizt wird, wie es nach der Jahreszeit bzw. Außentemperatur notwendig ist.

## Bestandteile einer Aufladesteuerung
Zu einer Aufladesteuerung gehört immer ein Außentemperaturfühler, auch Witterungsfühler genannt, der üblicherweise auf der Nordseite des Gebäudes in mindestens zwei Meter Höhe über dem Boden angebracht wird. Manche Anbieter weisen auf die entsprechende DIN hin, nach welcher der Fühler in der äußersten Schicht der Gebäudeaußenwand in den Putz einzubetten ist.
Über die vom Energieversorgungsunternehmen (EVU) bzw. Netzbetreiber bereitgestellten Rundsteuerempfänger werden die Ladephasen für die Speicherheizgeräte freigegeben und die Umschaltung des Zweitarifzählers zwischen Nieder- (NT) und Hochtarifstrom (HT) veranlasst. Meist steuert der Rundsteuerempfänger den Leistungskreis der Speichergeräte über ein Schütz an, während das Signal des Rundsteuerempfängers nur von aufwendigeren, programmierbaren Aufladesteuerungen verarbeitet wird, welche über einen Mikroprozessor verfügen und in der Lage sind Steuerungsabläufe wie die sogenannte Rückwärtssteuerung auszuführen.
Statt vom Rundsteuerempfänger wird in manchen Fällen das Schütz des Leistungskreises auch von der Aufladesteuerung geschaltet.
Sowohl die Aufladesteuerung als auch die Gruppensteuerung (und der Entladeregler) können mit Zeitschaltuhren gekoppelt werden, um Nacht- oder Wochenendabsenkungen zu realisieren.
Einige grundlegende Details der Verschaltung des elektrischen Heizsystems werden in den Technischen Anschlussbedingungen der Elektrizitätsversorgungsunternehmen vorgegeben.

## Lademodelle
Das Lademodell stellt den zeitlichen Ablauf der Aufladung dar. Üblich sind Vorwärts-, Rückwärts und Spreizungssteuerung. Welche Steuerung zu wählen ist, wird vom zuständigen EVU vorgegeben.
Bei der Vorwärtssteuerung (vorrangig) wird der Leistungskreis zu Beginn der Ladezeit freigegeben, bei der Rückwärtssteuerung (nachrangig) erst so spät, dass die Wärmespeicher erst am Ende der Ladezeit die Ladung erreicht haben können und bei der Spreizsteuerung
entweder in der Mitte der Ladezeit, oder in zwei Blöcken am Anfang und am Ende. Es wird immer versucht, Laststöße im Netz zu vermeiden und die Last zu verteilen.

## Ladezeiten
Häufig liegt die Freigabezeit zwischen 22 und 6 Uhr und beträgt somit acht Stunden. Es können aber sogar innerhalb von Straßenzügen die Freigabezeiten variieren, um die Last zu verteilen. Bei manchen EVUs ist auch eine zusätzliche Freigabe von bis zu zwei Stunden während des Tages möglich.

## Funktionsprinzip
Die Aufladesteuerung ermittelt aus dem Temperaturverlauf der Außentemperatur vor der nächsten Aufladephase (Nacht) den geschätzten Wärmemengenbedarf für die nächste Abgabephase (Tag). Dieser wird in Form eines Sollwertes zu den einzelnen Wärmespeichern übermittelt. In jedem Wärmespeicher sitzt ein Aufladeregler, der den Leistungskreis des einzelnen Speichers unterbrechen kann. Als Ist-Wert wird die Temperatur des Speichermediums, etwa der Schamottsteine, über einen Fühler ermittelt. Hat die gespeicherte Wärmemenge (sprich Temperatur) den Sollwert erreicht, so wird der Ladevorgang beendet.

## Sollwertübertragung
Es haben sich zwei Arten der Sollwertübertragung etabliert:

### DC-Steuerung
Dabei wird eine Gleichspannung zwischen 0,91 und 1,43 V zur Übertragung verwendet, dabei bedeutet 0,91 V Vollladung und 1,43 V Ladeunterdrückung, also auch hier Vollladung bei Ausfall der Aufladesteuerung.

### AC-Steuersystem
Das sogenannte ED-Signal war der Standard in älteren Anlagen. Üblich ist das 80%-ED-Signal. In diesem Fall verhindern die Laderegler der Heizgeräte die Aufladung (Ladungsunterdrückung), wenn zu 80 % der Zeit eine Wechselspannung von 230 Volt anliegt. Liegt kein Signal an, wie es auch beim Ausfall der Aufladesteuerung der Fall ist, dann laden die Geräte bis zu ihrer maximalen Kapazität (Vorladung). Früher gab es auch Systeme bei welchen die Ladeunterdrückung von einem 37%-, 40%-, 68%- oder 76%-Signal bewirkt wurde.
Die An- und Abschaltung des Signals geschieht bei Nachtspeicherheizungen üblicherweise mit einer sehr kleinen Frequenz von bis zu 0,1 Hz, also einer Periodendauer von zirka 10 Sekunden. Viele Zentralsteuergeräte besitzen eine mit „ED“ gekennzeichnete Signalleuchte, die im Takt mit dem ED-Steuersignal, also entsprechend langsam blinkt. Diese Form der Übertragung ist recht robust, so dass eine „Eindrahtsteuerung“ möglich ist. Hierbei wird der Neutralleiter, der in der üblichen 7-poligen Steuerleitung zu den einzelnen Verteilungen ohnehin mitgeführt wird, als Rückleitung genutzt, so dass nur ein zusätzlicher „Draht“ notwendig ist.
Dieses Steuersystem wird von den Herstellern auch als thermomechanische Aufladereglung bezeichnet, da das ED-Signal unmittelbar einen Steuerwiderstand aufheizt, durch dessen Wärmeabgabe wiederum ein per Bimetall ausgelöstes Thermorelais geschaltet wird. Da der Stromverbrauch der Steuerwiderstände nicht zu vernachlässigen ist, kann ein Steuergerät nur eine begrenzte Anzahl von ca. 20–40 Speicheröfen direkt ansteuern. Um eine größere Anzahl Heizöfen anzuschließen, werden Gruppensteuergeräte zwischengeschaltet, die das Signal reproduzieren. Im Sommer sollte entweder die Steuerleitung abgeklemmt oder das Zentralsteuergerät an der Vorsicherung ausgeschaltet werden, um die Steuerwiderstände in der warmen Jahreszeit nicht unnötig aufzuheizen. Der Stromverbrauch kann bei Mehrfamilienhäusern bei deutlich über 100 W liegen. Bei elektronischen Steuergeräten sollten zuvor die eingestellten Werte notiert werden, da das Steuergerät diese eventuell verwirft, wenn keine Netzspannung anliegt.
Diese Art der Signalübertragung wird auch als Schwingungspaketsteuerung (Schwingungspaketgesteuerte Wechselspannung nach DIN 44574) oder Pulsweitenmodulation bezeichnet. Letzteres bedeutet, dass die Größe des übertragenen Signals durch das Verhältnis zwischen der Einschalt- und der Ausschaltzeit bestimmt wird.

## Laderegler
In jedem Wärmespeicher befindet sich ein Aufladeregler, der je nach Sollwert des ermittelten Wärmeenergiebedarfs (vorgegeben durch die zentrale Aufladesteuerung) und Istwert der noch gespeicherten Wärmeenergie (durch den Restwärmefühler im Speicherkern gemessene Temperatur) das Laden beendet.
Handelsübliche Wärmespeicher besitzen meist ein zusätzliches Betätigungselement (z. B. in Form eines Drehreglers), mit dem sich die Ladung des Speichers reduzieren lässt. Dies ist etwa in vorübergehend nicht genutzten Räumen oder in Schlafzimmern mit geringerem Wärmebedarf sinnvoll.
Neben vollelektronischen Ladereglern gibt es bei der Verwendung des ED-Signals auch elektromechanische Laderegler. Diese benutzen zur Ladeabschaltung temperaturempfindliche, mechanische Einrichtungen. Es sind zwei mechanische Temperaturfühler vorhanden, der eine befindet sich in den Speichersteinen, der zweite zusammen mit einem Heizwiderstand in einer Isolation. Der Heizwiderstand wird direkt von dem ED-Signal angesteuert und überträgt damit den Sollwert an den thermisch-mechanischen Regler (z. B. Thermorelais). Aufgrund der vom Heizwiderstand verbrauchten Leistung müssen in größeren Anlagen Gruppensteuerungen als Zwischenverstärker eingesetzt werden, da sonst der Steuerausgang der Aufladesteuerung überlastet werden könnte.
Der Sollwert für die Laderegler wird von einer modernen Aufladesteuerung zu Beginn der Ladezeit auf Ladeunterdrückung eingestellt, und erst nach der Freigabe für den Leistungskreis auf das eigentliche Sollwertsignal eingestellt. Aufgrund der Trägheit und statistischer Erscheinungen bewirkt dies, dass die Wärmespeicher nie gleichzeitig, sondern zeitlich etwas versetzt anfangen zu laden, was wiederum Laststöße im Netz verringert.

## Einstellung der Aufladesteuerung
Die Einstellung sollte einem Fachmann überlassen werden, da es Vorgaben des zuständigen EVUs gibt, die einer Privatperson nicht ohne weiteres zur Verfügung stehen.
Es gibt jedoch ein paar Größen, die eventuell individuell angepasst werden sollten.
1. Der Temperaturschwellwert, bei dessen Unterschreitung die Speichergeräte voll geladen werden (z. B. −15 °C); meist als E1 („Vollladung“) bezeichnet.
2. Der Temperaturschwellwert, bei dessen Überschreitung die Ladung verhindert wird (z. B. 15 °C), meist als E2 („Ladebeginn“) bezeichnet.
3. Die Sockelladung, also der Wert auf den bei Unterschreiten von E2 mindestens geladen wird (z. B. 20 %), manchmal als S, SOL oder E2-Sprung bezeichnet.

## Einstellung der Nachtspeicherheizungsanlage
Ist die Aufladesteuerung vom Fachmann eingestellt, so hat man meist noch drei Punkte, an denen die Anlage eingestellt werden kann: Die Gruppensteuerung, der Laderegler an jedem Speicher und der Raumthermostat.
Der Raumthermostat ist völlig entkoppelt von der Aufladesteuerung. Er sollte auf die gewünschte Raumtemperatur eingestellt werden. Er bestimmt lediglich die Wärmeenergieabgabe.
Die Gruppensteuerung stellt man am sinnvollsten während der Übergangszeit, in der die Temperatur nachts nicht unter 10 °C sinkt, ein. Dazu werden alle Laderegler („Drehregler“ an jedem Wärmespeicher) auf den höchsten Wert eingestellt. Sind die Wärmespeicher am Abend leer, das heißt, dass selbst bei hoch eingestelltem Raumthermostat nur kalte Luft abgegeben wird, so muss der Drehregler an der Gruppensteuerung zu größeren Werten hin verstellt werden. Sind die Speicher noch heiß, so muss der Wert an der Gruppensteuerung verringert werden. Ist der optimale Punkt gefunden, so kann an den einzelnen Ladereglern die Ladung weiter schrittweise verringert werden (z. B. im Schlafzimmer).